# Lago Stuart
O Lago Stuart também denominado Nak'albun (em língua dakelh) é um lago localizado no interior norte da Colúmbia Britânica, Canadá.

## Descrição
Este lago é a origem do Rio Stuart, que o drena, sendo este um os principais afluentes do rio Nechako, que por sua vez é um afluente do rio Fraser. 
A cidade de Fort St. James está localizada junto ao lago perto da foz do Rio Stuart. O lago tem 66 km de comprimento, 10 km de largura, sendo no entanto as suas águas relativamente rasas dadas as suas restantes dimensões, a profundidade média ronda os 26 metros. A descarga de águas deste lago é de 4,1 km³ /ano.
Este lago faz parte do Conjunto de Lagos de Nechako, um termo informal usado para designar um conjunto de lagos existentes no Planalto Nechako, conjunto esse formado pelo lago Babine que tem 495 km²), pelo lago François, pelo lago Ootsa com 404 km², pelo lago Trembluer, pelo lago Takla e pelo próprio lago Stuart.
Este lago é muito utilizado no verão para a realização de actividades recreativas, tais como a canoagem, o esqui aquático, a pesca, a natação e banhos de sol nas praias de areia que bordam mas margens do lago. Também existe uma apreciável afluência as antigas áreas aborígenes, locais onde existem vários pictogramas. No inverno, é mais procurado pelos surfistas, para a pesca no gelo, para a vela de gelo e também para a prática de trenós puxados por cães. 
Existe neste local dois parques. O Parque Provincial da Praia Paarens e o Parque Provincial da Baía Sowchea, localizados na margem sul do lago.
Aqui existem também vários motéis, pousadas e locais de campismo particulares. Nas águas do lago existem locais para barcos em várias marinas.
A cidade de Fort St. James tem várias serrarias, bem como várias pequenas comunidades aborígenes na bacia lagunar. O lago é normalmente coberto de gelo a partir de meados de Dezembro, gelo que se mantêm até meados de Abril. A fauna das águas do lago é dominada pela truta arco-íris, pelos char ou truta do lago e pelas Lotas.

## História
O lago Stuart um local importante na história da Colúmbia Britânica, sendo o local de um dos mais antigos assentamentos não-nativos da província, Fort St. James. O primeiro assentamento não-nativo está relacionado com a visita de James McDougall em 1806.
Os mapeamentos feitos por McDougall, que estava como assistente na Simon Fraser indicam o estabelecimento de um posto comercial no local, a Companhia do Noroeste, onde foi deixado uma guarnição durante o inverno, conduzida por um empregado, John Stuart, em cuja honra deram o nome do lago.
O nome original no idioma dakelh é Nak'albun literalmente Papa Lago de Montanha, termo originário no nome da montanha que domina o local, a Montanha Nak'al, conhecida em Inglês como Montanha Papa.